# 彼得·凯里

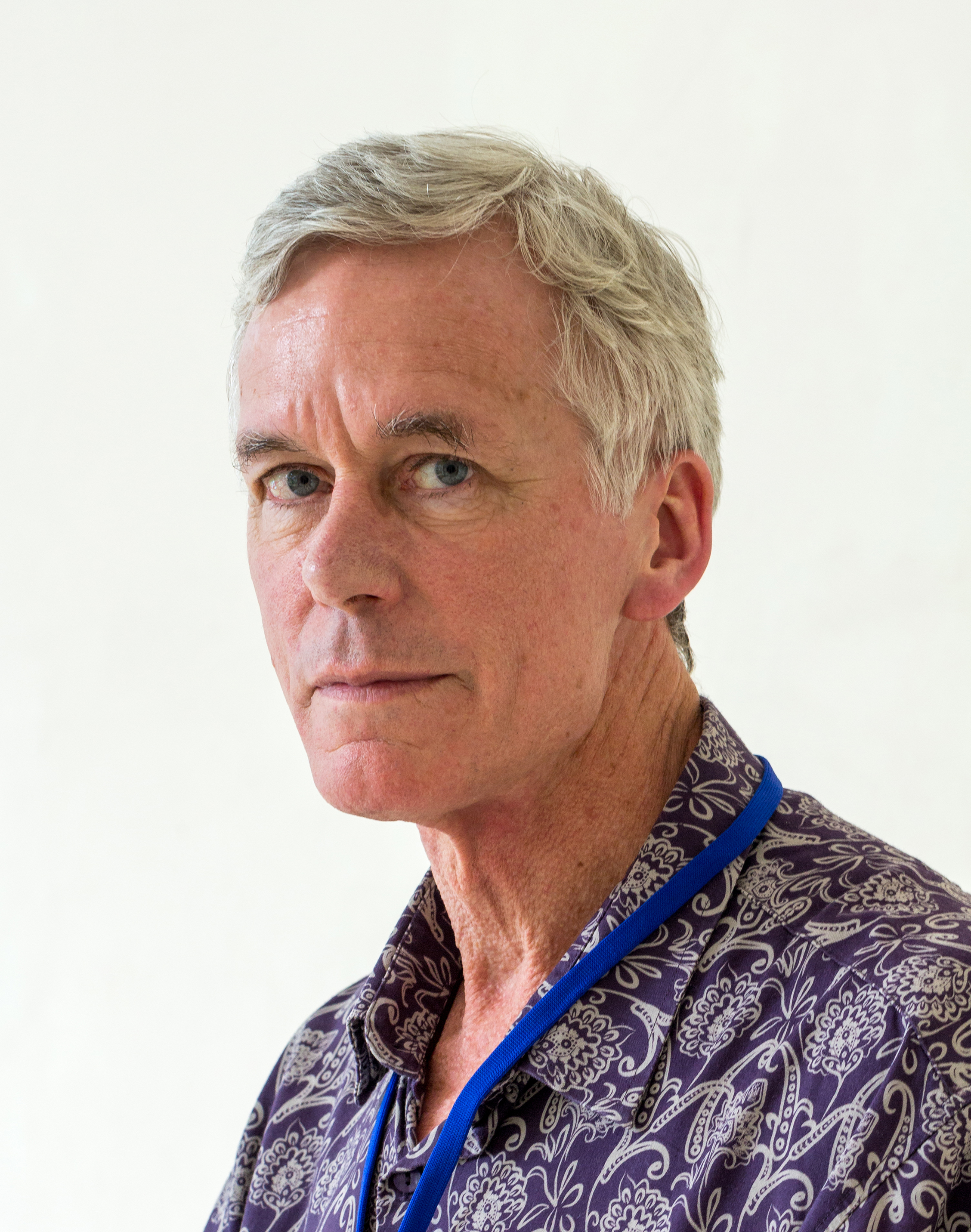
2014年的彼得·凱里

彼得·菲利普·凯里 （Peter Philip Carey，1943年5月7日—），澳大利亚小说家。他是仅有的三位两次获得布克奖的作家之一（另兩位是约翰·马克斯维尔·库切和希拉里·曼特爾）。他也与人合作创作了电影剧本《直到世界尽头》。他目前是纽约市立大学亨特学院“Master of Fine Arts in Creative Writing program”项目的常务理事。主要作品有《奥斯卡与露辛达》、《凯利帮真史》等。

## 生平
彼得·凯利生于澳大利亚维多利亚州贝处斯·马什，双亲是汽车商。1948-1953年凯利在当地学校上学，毕业之前就转学到同州考瑞奥的吉隆语法学校读书。1961年，他被墨尔本的蒙纳士大学录取，学习化学和动物学，但因一次交通事故导致学业终端。
1962年-1967年他为墨尔本的很多广告公司工作过，期间结识了作家巴里·奥克雷和莫里斯·劳瑞,他们把最新的欧美小说介绍给他阅读。1964年他和Leigh Weetman结婚。这一段时间里，他广泛的阅读，特别是詹姆斯·乔伊斯,塞缪尔·贝克特，弗兰茨·卡夫卡和威廉·福克纳的作品，并于1964年开始自己的创作。1968年，他已经积累了一些未发表的手稿。60年代末，他到欧洲和中东旅行，1968年到达伦敦，继续自己的广告事业。1970年，他回到了澳大利亚，在墨尔本和悉尼从事广告行业。
1974年凯里发表了他的第一部短篇小说集《历史上的胖子》(The Fat Man In History)。他的朋友莫里斯·劳瑞在《国家评论》上为这篇小说集写了第一篇评论。同年他和妻子离婚，前往Balmain为格雷广告公司工作。1976年凯里前往昆士兰岛，打算在那里写作三周，然后在悉尼工作一周。这一段时间他完成了后来收入短篇小说集《战争罪恶》里面的大部分作品和他的第一部长篇小说《幸福》（bliss）。1980年凯里自己開設广告公司。

## 作品

### 小说
- 歷史上的胖子 (1974) 英文書名：The Fat Man in History.是作家第一部短篇小說集。
- 戰爭罪行 (1979) 英文書名：War Crimes:Short Stories.是作家第二部短篇小說集。
- 幸福 (1981) 英文書名：Bliss.是作家第一部長篇小說。
- 魔術師 (1985) 英文書名：Illywhacker.
- 奥斯卡和露辛达 (1988) 英文書名： Oscar and Lucinda.
- 税务审查员 (1991) 英文書名：The Tax Inspector.
- 崔森‧史密斯不凡的生活 (1994) 英文書名：The Unusual Life of Tristan Smith.
- 短篇小說全集 (1994) 英文書名：Collected Stories.收錄作家過往所有的短篇小說。
- 黑獄來的陌生人 (1997) 英文書名：Jack Maggs.
- 凯利帮真史 (2000) 英文書名：True History of the Kelly Gang.
- 我虛假的生活 (2003) 英文書名：My Life as a Fake.
- 《偷窃：一个爱情故事》 (2006)
- 《亡命天涯》（2008）

## 作品在台灣的出版
在台灣，譯作「彼得·凯瑞」。
在出版方面，有以下的作品中譯發行：
- 林尹星/譯，《奧斯卡與露辛達》，台北：允晨，1999年。
- 彭倩文/譯，《黑獄來的陌生人》，台北：皇冠，1999年。
- 李宛蓉/譯，《雪梨三十天》，台北：馬可孛羅，2005年。
- 孟祥森/譯，《凱利幫》，台北：皇冠，2005年。

在研究方面，有：
- 羅文君，〈重塑澳洲歷史：論彼得凱瑞《奧斯卡與露辛達》中的移民者身分認同和時空性〉，中興大學外國語文學系所碩士論文，2008。

在引介方面，到2011/3/30為止，使用「台灣期刊論文索引系統」僅找到一篇相關文章：鄭樹森/策畫、趙明、李志良/譯〈袋鼠原鄉—澳洲小說家Peter Carey彼德‧凱里〉，發表在1991年4月號的《聯合文學》。